# Chiromachetes agasthyamalaiensis
Espèce
Chiromachetes agasthyamalaiensis est une espèce de scorpions de la famille des Hormuridae.

## Distribution
Cette espèce est endémique du Tamil Nadu en Inde. Elle se rencontre dans le district de Tirunelveli à 1 150 m d'altitude dans les monts Agasthyamalai.

## Description
Le mâle holotype mesure 64,60 mm et les femelles paratype 66,76 et 72,25 mm.

## Étymologie
Son nom d'espèce, composé de agasthyamalai et du suffixe latin -ensis, « qui vit dans, qui habite », lui a été donné en référence au lieu de sa découverte, les monts Agasthyamalai.

## Publication originale
- Khandekar, Thackeray, Pawar, Gangalmale & Waghe, 2022 : « A new species of Chiromachetes Pocock, 1899 (Scorpiones: Hormuridae) from southern Western Ghats, India. » Euscorpius, no 354, p. 1-13 (texte intégral).